# Corematodus shiranus
Corematodus shiranus är en fiskart som beskrevs av Boulenger, 1897. Corematodus shiranus ingår i släktet Corematodus och familjen Cichlidae. IUCN kategoriserar arten globalt som livskraftig. Inga underarter finns listade i Catalogue of Life.